# Птичанский сельсовет
Птичанский сельсовет — упразднённые административно-территориальная единица и муниципальное образование со статусом сельского поселения в составе Шумихинского района Курганской области в связи с преобразованием района в Шумихинский муниципальный округ.
Административный центр — село Птичье.

## История
В соответствии с Законом Курганской области от 6 июля 2004 года № 419 сельсовет наделён статусом сельского поселения.

## Население
| 1989 | 2002  | 2010 | 2012 | 2013 | 2014 | 2015 |
| ---- | ----- | ---- | ---- | ---- | ---- | ---- |
| 1441 | ↘1183 | ↘961 | ↘892 | ↘847 | ↘813 | ↘805 |
| 2016 | 2017  | 2018 | 2019 | 2020 |      |      |
| ↘778 | ↗780  | ↘775 | ↘761 | ↘736 |      |      |

## Состав сельского поселения
| № | Населённый пункт | Тип населённого пункта       | Население |
| - | ---------------- | ---------------------------- | --------- |
| 1 | Птичье           | село, административный центр | ↘624      |
| 2 | Сажино           | деревня                      | ↘337      |